# 特集1179
特集1179(とくしゅういちいちななきゅう)は、毎日放送ラジオ（MBSラジオ）で、2005年度から2008年度までのナイターオフ期間中の毎年10月～翌年3月の土曜日に放送されていた、毎週ひとつのテーマを深く掘り下げる生放送の報道番組である。日本のラジオ界では珍しく、硬派のドキュメンタリー作品を多数放送するという骨太の番組方針を持つことから、「報道に強い毎日放送ラジオ」という特色を示す番組の一つとなっていて、多数の受賞歴など内外の評価が高い。

## 概要
- 2005年開始で、開始当初から土曜日の放送である。
- 阪神タイガースや日本シリーズのナイター中継の関係で、10月は放送が無いことが多く、本格的なスタートは日本シリーズ終了後となる。
- 当初は硬軟取り混ぜたテーマで展開していた。
- スポーツ担当ディレクターも制作に携わっている。
- 2008年10月スタートの4年目のシーズンは、毎日放送のテレビ報道出身でドキュメンタリー映画監督でもある榛葉健をプロデューサーに据え、これまでよりドキュメンタリー色と作品性を強め、2009年4月までの間にレギュラー22本とスペシャル版を放送した。
- 2009年は放送しなかったが、外部の放送評論家などから、「毎日放送はラジオドキュメンタリーを復活させるべきだ」と期待する声が寄せられている。その結果、2010年度は日曜20:00から『サンデースペシャル』として放送する予定である。

## 受賞歴
放送番組コンテストでの受賞は多数を数える。主な受賞は、以下の通り。スタッフの多くが国内外のさまざまな賞を受賞している。
- 「あの時何が…　～JR脱線事故を徹底検証」（2005年11月放送）
  - 2006年日本民間放送連盟賞ラジオ報道番組部門最優秀賞。（担当：松井孝文）
- 「人型ロボットの未来～明るい陽射しと広がる影」（2007年1月放送⇒リメイク版で受賞）
  - 2007年日本民間放送連盟賞ラジオ教養番組部門優秀賞。（担当：大谷邦郎）
- 「談合～その根深さを探る」（2007年2月17日放送）
  - 2007年ギャラクシー賞ラジオ部門大賞。（担当：森崎俊雄）
- 「ラグビー界の“ROOKIES”!～御所工業･実業高校､奇跡の20年」（2009年1月31日放送）
  - 2009年ギャラクシー賞ラジオ部門奨励賞。（担当：村上晴久）

同番組スタッフによる、単発番組での受賞もある。
- 「アスベストの終わらぬ悲劇」（2007年放送）
  - 2007年日本民間放送連盟賞ラジオ報道部門優秀賞。（担当：文箭祥人）
- 「俺は闘う老人(じじい)となる～93歳元兵士の証言」（2007年放送）
  - 2008年日本放送文化大賞ラジオ部門グランプリ。（担当：寺澤亮平）
- 「獄中13年～留学生死刑囚､独裁政権に立ち向かった青春」（2008年11月23日放送）
  - 2009年ギャラクシー賞ラジオ部門選奨。（担当：坪井兵輔）

## 放送時間
- 毎週土曜日20：00～21：00 (JST)

## 出演者
2008～09年(第4シーズン)担当
- 古川圭子(MBSアナウンサー)
- 大八木友之(同)

2005～06年(第1シーズン)～2007～08年(第3シーズン)
- 馬野雅行(MBSアナウンサ－)
- 古川圭子
  - 第3シーズンは、馬野が毎日放送系のCS放送局GAORAのバレーボール中継実況担当となり、土曜日が過密スケジュールとなったことから、馬野か古川のどちらか1人が出演する形式を採った。

## 過去の主な放送内容(第1～第3シーズンは抜粋)
- 2005年-2006年：「阪神・淡路大震災」、「JR福知山線脱線事故」、「借金地獄」他
- 2006年-2007年：「談合」「脳脊髄液減少症（低髄液圧症候群）」、「人型ロボットの未来」他
- 2007年-2008年：「自殺対策支援」、「化学物質過敏症」、「ブラインドサッカー」他

### 第4シーズン(2008年10月～2009年4月)放送日・サブタイトル
| 放送回     | 放送日         | サブタイトル                                                                 | 取材･構成            |  |
| ---------- | -------------- | ---------------------------------------------------------------------------- | -------------------- |  |
| 第1回      | 2008年10月11日 | たどり着いた境地～清原和博･引退の真相を語る                                  | 榛葉健               |  |
| 第2回      | 2008年11月15日 | 生かされて、生きて今あり～ハンセン病母と子の半世紀                           | 坪井兵輔             |  |
| 第3回      | 2008年11月22日 | 格差社会～貧困へのらせん階段                                                 | 森崎俊雄             |  |
| 第4回      | 2008年11月29日 | 女子高生プロ野球選手誕生! 密着､関西独立リーグ                                | 村上晴久             |  |
| 第5回      | 2008年12月6日  | 実録･おくりびと～弔いの仕事に密着                                            | 文箭祥人             |  |
| 第6回      | 2008年12月13日 | 緊急特集･大阪大空襲～国はなぜ民間戦災者を救わないのか？                      | 文箭祥人､榛葉健      |  |
| 第7回      | 2008年12月20日 | 戦後秘史! 日本人3千人の戦争                                                  | 河添正巳             |  |
| 第8回      | 2008年12月27日 | 独占激白!阪神タイガース前監督･岡田彰布､決断の舞台裏!                         | 村上晴久             |  |
| 第9回      | 2009年1月3日   | 今一番聞きたい人～ノーベル賞･益川敏英教授&｢年越し派遣村｣･湯浅誠さん          | 森崎俊雄、榛葉健     |  |
| 第10回     | 2009年1月10日  | ホームレスを脱出したピアニスト〜大阪・釜ヶ崎、人生を変えた古い電子キーボード | 坪井兵輔             |  |
| 第11回     | 2009年1月17日  | 阪神淡路大震災14年～ろうそくに込めた想い                                     | 大牟田智佐子         |  |
| 第12回     | 2009年1月24日  | 感動呼ぶ、片手ピアノ演奏の少年                                               | 榛葉健               |  |
| 第13回     | 2009年1月31日  | ラグビー界のROOKIES!～御所工業･実業高校、奇跡の20年                          | 村上晴久             |  |
| 第14回     | 2009年2月7日   | 派遣切りの最果て～日系ブラジル人学校、子供たちの別離                         | 寺澤亮平             |  |
| 第15回     | 2009年2月14日  | 紙1枚で人生が変わる～知られざる障害年金の落とし穴                            | 千葉猛               |  |
| 第16回     | 2009年2月21日  | 海を越えた思い～アジア初、多国籍老人ホームの試み                             | 坪井兵輔             |  |
| 第17回     | 2009年2月28日  | HIVと同性愛､公表して生きる                                                   | 大八木友之           |  |
| 第18回     | 2009年3月7日   | 都市型市民マラソンブームに迫る                                               | 村上晴久、大八木友之 |  |
| 第19回     | 2009年3月14日  | 果てなき道路建設～和歌山からの報告                                           | 河添正巳             |  |
| 第20回     | 2009年3月21日  | 還らない115万柱～アルピニスト野口健･旧日本兵の遺骨収集をする理由             | 榛葉健               |  |
| 第21回     | 2009年3月28日  | 派遣切りシリーズ第4弾、滋賀･長浜派遣村から中継                               | 文箭祥人､森崎俊雄    |  |
| 第22回     | 2009年4月4日   | 故郷の歌～慶州ナザレ園の日本人妻に贈る                                       | 坪井兵輔             |  |
|            |                |                                                                              |                      |  |
| スペシャル | 2009年3月28日  | 第4シーズン傑作選スペシャル～｢清原引退の真相｣&｢実録･おくりびと｣をもう一度    | 榛葉健               |  |